# Corrachia
Corrachia is een geslacht van vlinders uit de familie van de prachtvlinders (Riodinidae), onderfamilie Euselasiinae.
Corrachia werd in 1913 voor het eerst wetenschappelijk beschreven door Schaus.

## Soort
Corrachia omvat de volgende soort:
- Corrachia leucoplaga Schaus, 1913